# Pearland
Pearland is een plaats (city) in de Amerikaanse staat Texas, en valt bestuurlijk gezien onder Brazoria County en Fort Bend County en Harris County.

## Demografie
Bij de volkstelling in 2000 werd het aantal inwoners vastgesteld op 37.640.
In 2006 is het aantal inwoners door het United States Census Bureau geschat op 68.305, een stijging van 30665 (81,5%).

## Geografie
Volgens het United States Census Bureau beslaat de plaats een oppervlakte van
102,0 km², waarvan 101,9 km² land en 0,1 km² water. Pearland ligt op ongeveer 14 m boven zeeniveau.

## Plaatsen in de nabije omgeving
De onderstaande figuur toont nabijgelegen plaatsen in een straal van 16 km rond Pearland.